# Anonimato na rede bitcoin
É comum encontrar lugares dizendo que o Bitcoin é uma rede anônima. Por exemplo, na página de doação da WikiLeaks encontra-se a mensagem "Bitcoin is a secure and anonymous currency." ("Bitcoin é uma moeda segura e anonima", em tradução livre). Mas há também quem diga o contrário. Por exemplo, o Wired UK diz "Bitcoin won't hide you from the NSA's prying eyes" ("Bitcoin não esconderá você dos olhares indiscretos da NSA", em tradução livre). Para entender e abordar melhor este tema é necessário entender o como uma transação de Bitcoin pode ser rastreada e o conceito de Anonimato.

## Rastreabilidade na rede Bitcoin
Na rede Bitcoin, quando se realiza transferências, se deixa dois tipos de rastros, o que há na blockchain e o que não há na blockchain. A Blockchain não faz uma ligação direta entre o usuário real e suas transações, porém revela as informações da mesma. Quando a identidade está ligada às transações, então está no segundo tipo de rastreamento: onde não há na blockchain. Este caso é quando, ao fazer uma transferência, o outro usuário saiba quem é você, pois ele tem um conhecimento que está fora da blockchain. Juntando estes fatos, esse segundo usuário pode descobrir o quanto você tem, com quem negocia e como está a utilizar os seus bitcoins. Qualquer usuário ou não usuário da rede pode rastrear estas transações utilizando uma ferramenta de explorador de blockchain

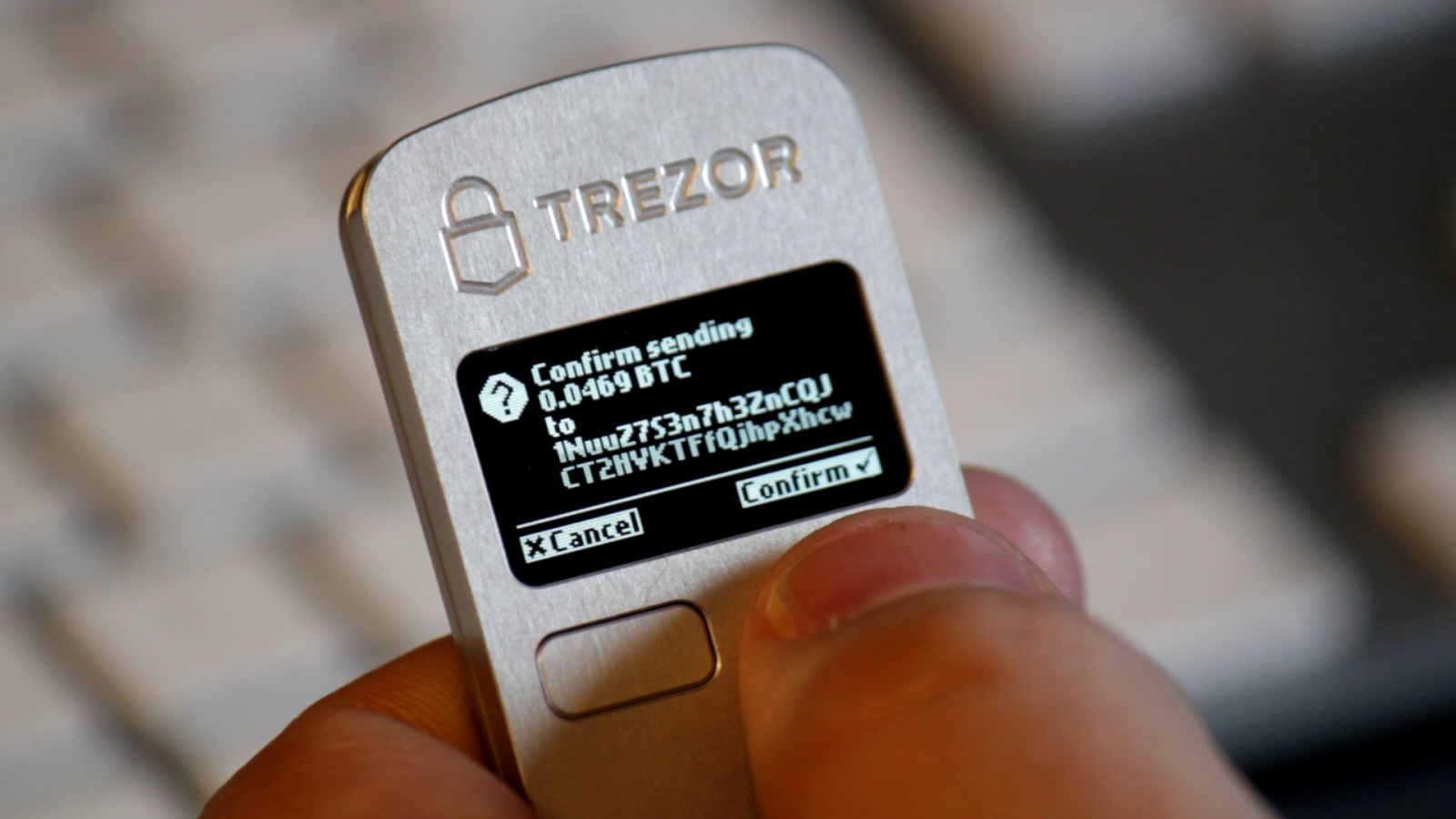
Carteira de hardware Trezor. Esse dispositivo armazena as chaves privadas e jamais acessa a internet, impossibilitando o ataque por hackers.

Existem outras formas de ser conectado à uma transação, mesmo sem ter negociado com alguém que conheça a sua identidade, pois estas são feitas pela internet onde o endereço de IP de origem pode ser rastreado de várias formas, inclusive através de Full Nodes, como os que rodam o Bitcoin Core, por exemplo. Enquanto isto, carteiras “leves”, como carteiras móveis (Mycelium, Blockchain Wallet, Coinbase Wallet), fazem suas transações por servidores da própria empresa que veem seu endereço de IP e seu histórico de transações completo. Isto também vale para grande parte das carteiras de hardware (Ledger, Trezor).
Bancos de dados de geolocalização por IP aproximam sua localização com o endereço de IP, e seu endereço IP evidencia o seu provedor de serviços de internet (ISP), que conhece a identidade do proprietário do endereço IP e o mesmo tem uma obrigação legal de armazenar esses dados.
Usando uma rede Wi-Fi pública para fazer transações, não deixa de estar vulnerável, pois serviços em segundo plano podem lhe associar a sua real identidade. O mesmo acontece com os cookies  armazenados no navegador, pois se associa ao histórico de navegação anterior. Ainda assim, limpando os cookies, ainda se pode ser rastreado por outros sites, se a impressão digital de seu navegador seja única e relacione a o endereço de IP e por fim sua identidade. Também pode acontecer de seu endereço MAC fica evidenciado ao provedor de rede. Mesmo não retornando, então, seu endereço de IP por um registrador de IPs, ainda se pode deixar outros rastros quando se utiliza aparelhos particulares. 
Know your customer (KYC), é a pior classe de privacidade, que ao usar serviço de terceiros como sua carteira Bitcoin, assim mantendo o registro de todas as suas transações e sua identidade.
Também é simples ligar uma transação ou endereço apenas por pesquisar ferramentas baseadas na web, pois não há muitas pessoas que estão a pesquisar sobre transações de Bitcoin.
O artifício que funciona de melhor maneira para esconder o dispositivo de origem e o endereço de IP ao realizar transações é utilizar o Tor. Várias carteiras, como o Bitcoin Core, incorpora isso como uma opção configurável. O navegador Tor também é útil para tarefas relacionadas ao Bitcoin, pois oculta o endereço IP, limpa os cookies a cada vez que sair, desvia de cookies de terceiros e é imune a maior parte dos esquemas de impressão digital do navegador.

## Definição de Anônimo

### Anonimato
Anônimo, literalmente, significa sem nome. Há duas formas de interpretar isto, nós sabemos que os endereços no Bitcoin são chaves públicas, você não precisa ter seu nome real associado para interagir com o sistema. São Hashes de chaves públicas ao invés de identidades reais. Mas pode-se interpretar esta propriedade de ser sem nome (Anonimato) de duas formas diferentes. Pode-se interpretar como sendo interagir sem o seu nome real, ou pode-se interpretar como sendo interagir sem qualquer nome.
Se considerar a primeira proposição então certamente Bitcoin é anonimo neste sentido. Mas nós temos estes Hashes de chaves públicas que funcionam como um tipo de "pseudoidentidades". E para os Cientistas da computação o termo anonimo não descreve esta situação. Eles chamam isto de "Pseudonimato" (Pseudonymity). E há uma diferença muito clara entre os dois. Mesmo o usuário podendo criar uma quantidade ilimitada de pseudônimos, isto não necessariamente o torna anônimo.
O que é anonimato então? Conceitualmente a resposta desta questão é bem simples. Na Ciência da computação anonimidade é definido como a junção de "Pseudonimato" com Unlinkability (Impossibilidade de conectabilidade).

### Impossibilidade de Conectabilidade(Unlinkability)
Por definição, o que não é vinculável (linkable) é que, à medida que um usuário interage com o sistema repetidamente, essas diferentes interações não devem ser ligadas entre si do ponto de vista de algum outro usuário. 
Esta distinção aqui entre anonimato completo e espelhamento de pseudonimato é algo com o qual os usuários da internet devem estar familiarizado em vários outros contextos. Uma boa maneira de explicar isso é olhar para os fóruns online. A distinção entre uma mera interação pseudônima e uma interação anônima surge em diferentes fóruns. O Reddit como um bom exemplo de fórum, onde o usuário escolhe um pseudônimo de longo prazo e interage por um período de tempo com esse pseudônimo. Você pode criar pseudônimos diferentes, mas será praticamente inviável criar um novo pseudônimo toda vez que você quiser postar um comentário, e isso nem é muito significativo. Então o Reddit oferece pseudônimo. O oposto disto, interações completamente anonimas são tipicamente encontradas no 4Chan, onde o usuário entra e faz qualquer publicação sem nenhum tipo de identificação, apenas pelo apelido Anonymous (Que, em português,  significa Anônimo).

### Por que o Pseudônimo não é suficiente para garantir Anonimato?
O Bitcoin se configura melhor como um modelo pseudônimo do que um modelo anônimo. Afinal, se o usuário tem um pseudônimo, mesmo que ele possa criar um perfil pseudônimo de todas as suas interações no sistema, elas não podem vinculá-lo à sua identidade real.
Acontece que se o usuário tiver esse perfil pseudônimo, é muito frágil. É muito fácil vincular-se à sua identidade real em algum momento. E se isso acontecer em algum momento, todas as transações passadas, presentes e futuras deste usuário serão vinculadas à sua identidade real. Então, aqui estão algumas maneiras diferentes pelas quais isso pode acontecer. Uma é que uma variedade de empresas de Bitcoin online, serviços de carteira, câmbio e entre outras. Mesmo fornecedores em muitos casos, desejam sua identidade da vida real para permitir que você faça transações com elas.
Este característica pode ser exemplificada por esta analogia: "Você vai a uma cafeteria, paga seu café com Bitcoins e, é claro, se você está lá na loja, a pessoa que está lhe oferecendo seu café sabe quem você é, mesmo que não pergunte pelo seu nome verdadeiro. E assim sua identidade física fica vinculada a uma de suas transações de Bitcoin. E se essa transação Bitcoin ficar vinculada a todas as suas transações Bitcoin, isso será uma violação completa do anonimato. Portanto, essa noção de perfil pseudônimo é muito frágil. Ela pode ser facilmente comprometida de várias maneiras e, também, mesmo que essa ligação direta não ocorra, esses perfis vinculados podem ter seu anonimato quebrado devido aos canais laterais. Isto quer dizer que talvez alguém analise um perfil de suas transações pseudônimas de Bitcoin e descubra que você interage em determinados momentos do dia. E eles podem correlacionar as horas do dia em que você está ativo online com as horas do dia em que sua conta do Twitter está postando tweets. E assim eles podem encontrar uma conexão entre sua identidade do Twitter e suas transações no Bitcoin. Sabe-se que ataques semelhantes ocorrem, e é por isso que essa noção desse perfil pseudônimo é considerada bastante frágil. E para o anonimato real, precisa-se da noção mais forte de impossibilidade de conexão (Unlinkability)."

### Como tornar o Bitcoin realmente anônimo?
Como a rede Bitcoin é uma rede ponto a ponto (peer-to-peer), é possível relacionar os pares das transações e registrar seus endereços IP. Os clientes de nó completo (Full Node Client)  retransmitem as transações de todos os usuários como se fossem suas. Isso significa que encontrar a fonte de qualquer transação específica pode ser difícil e qualquer nó do Bitcoin pode ser confundido como a fonte de uma transação quando não existe. O usuário pode ocultar o endereço IP do seu computador com uma ferramenta como o Tor, para que não possa ser registrado.
Para proteger sua privacidade, o usuário deve usar um novo endereço de Bitcoin sempre que receber um novo pagamento. Além disso, ele pode usar várias carteiras para diferentes fins. Isso permite isolar cada uma de suas transações de forma que não seja possível associá-las todas. As pessoas que o enviam dinheiro não conseguem ver quais outros endereços Bitcoin o usuário possui e o que ele faz com estes.
Utilizando o exemplo citado anteriormente, na tela de doações do WikiLeaks, ao lado do endereço de sua carteira Bitcoin, tem um botão de atualizar. Significa então, que cada doação seja mandada a uma chave pública totalmente nova que é criada apenas para este propósito. Com isto, eles estão aproveitando ao máximo a capacidade de criar novos sinônimos, novas chaves públicas. Cada transação que eles recebem, desejam receber em um novo endereço.